# Billardia novaezealandiae
Billardia novaezealandiae är en nässeldjursart som beskrevs av Totton 1930. Billardia novaezealandiae ingår i släktet Billardia och familjen Lafoeidae. Inga underarter finns listade i Catalogue of Life.